# 7.º Jamboree Mundial Escoteiro
O 7.º Jamboree Mundial Escoteiro  foi realizada de 3 a 12 de agosto de 1951 e foi hospedada pela Áustria em Bad Ischl na Alta Áustria. A audiência foi de 12.884 de 61 partes diferentes do mundo, com 675 escoteiros alemães recebidos calorosamente como participantes oficiais de um Jamboree Mundial pela primeira vez. O contingente austríaco foi ligeiramente superado em número pelo contingente da Commonwealth, e reduziu a idade mínima para seus participantes de 14, a idade normal do Jamboree, para 13, uma vez que a organização revivida existia há apenas cinco anos. O 7.º Jamboree Escoteiro Mundial também foi o último Jamboree do qual a Áustria foi o país anfitrião.

## Prólogo
Na Conferência Escoteira Internacional de 1949 na Noruega, convites para a Conferência de 1951 e o quadrienal Jamboree Mundial foram apresentados pela Áustria e Dinamarca . A votação foi esmagadoramente a favor da Áustria, pois era um país pequeno, um Jamboree Mundial nunca havia sido realizado lá, os escoteiros austríacos foram proibidos em 1938 e fizeram seu próprio retorno em 1946. A maioria dos países representados na Conferência estiveram em guerra com o então Estado austríaco apenas cinco anos antes, e havia um grande desejo de mostrar que a irmandade do Escotismo era uma realidade.
Ao exprimir o convite, o Comissário Internacional austríaco, Adolf Klarer, disse que o Sétimo Jamboree "teria de aguentar com grande simplicidade". Isso por si só apelou para a Conferência como adequado ao propósito principal dos Jamborees Mundiais, reunir escoteiros de todo o mundo e assim fortalecer o sentimento de unidade e companheirismo, então o "Jamboree da Simplicidade" nasceu.

## Símbolos
O emblema do acampamento era uma imagem do logotipo da flor de lis cercado por uma harpa de judeu ;  no acampamento, mais de 10.000 harpas de judeus foram posteriormente compradas. Uma canção camp Brüder auf und hört die Melodie ( Levantem-se irmãos e ouçam a melodia ) foi composta por Alexej Stachowitsch e acompanhada por uma música de fundo.
O serviço de entrega postal da Áustria também projetou e produziu mais de 1.000.000 de cópias de um selo comemorativo para a ocasião.

## Jamboree
Como no Moisson Jamboree de 1947, havia muitas dificuldades a serem superadas pelos 10.000 escoteiros austríacos. O governo austríaco administrou o país sob controle estrangeiro, ainda dividido em zonas de ocupação americana, britânica, soviética e francesa. Os preparativos foram iniciados imediatamente, e o local perto de Bad Ischl, em Salzkammergut, foi selecionado em novembro de 1949, enquanto a neve caía no chão.
O orçamento para o Jamboree foi fixado em seis milhões de xelins austríacos, depois que JS Wilson acrescentou 15% à estimativa austríaca, prevendo que alimentos básicos como o leite inflariam de preço, o que aconteceu. 500.000 Schillings foram concedidos como um subsídio do Governo Federal austríaco. A taxa de contribuição final para cada participante foi de 338 Schilling (€ 24,56).
Dúvidas foram expressas porque, embora Bad Ischl estivesse na zona americana, ficava perto da zona soviética. No entanto, as tropas escoteiras austríacas tiveram permissão para começar e continuar silenciosamente na zona soviética, e nenhuma tentativa foi feita para interferir com elas, então membros dessas tropas também compareceram ao Jamboree.
Durante o evento, sete torres iluminadas foram erguidas para simbolizar os Jamborees anteriores. À medida que o nome de cada Jamboree era anunciado, uma bandeira era hasteada em uma das torres e cantada a música daquele Jamboree. Outros eventos importantes incluíram a abertura oficial e o fechamento do acampamento, uma competição de construção de pontes para escoteiros participantes e duas noites de fogueira para os participantes e visitantes do Jamboree.
Um escoteiro veio do Japão, não conhecendo outro idioma além do seu e a palavra "Jamboree", mas fez a viagem sem problemas. A visão de escoteiros acenando com bandeiras de boas-vindas no aeroporto disse a ele que ele havia chegado ao lugar certo.